# Lion's Cup 1980
Il Lion's Cup 1980 è stato un torneo di tennis giocato sul sintetico indoor. È stata la 3ª edizione del torneo, che fa parte dei Tornei di tennis femminili indipendenti nel 1980. Si è giocato a Tokyo in Giappone, dal 22 al 23 novembre 1980.

## Campionesse

### Singolare
Martina Navrátilová ha battuto in finale  Tracy Austin con il punteggio di 6–4, 6–3

### Doppio
- Doppio non disputato